# Amphoe Sawang Arom
Amphoe Sawang Arom (thailändisch อำเภอ สว่างอารมณ์) ist ein Landkreis (Amphoe – Verwaltungs-Distrikt) Im Norden der Provinz Uthai Thani. Die Provinz Uthai Thani liegt in der Nordregion von Thailand.

## Geographie
Benachbarte Landkreise (von Osten im Uhrzeigersinn): die Amphoe Thap Than und Lan Sak der Provinz Uthai Thani sowie die Amphoe Lat Yao und Krok Phra in der Provinz Nakhon Sawan.

## Geschichte
Im Jahr 1960 wurde Sawang Arom zunächst als Unterbezirk (King Amphoe) – Thap Than untergeordnet – eingerichtet, indem vier Tambon von Thap Than abgetrennt wurden. 1963 bekam er den vollen Amphoe-Status.

## Verwaltung

### Provinzverwaltung
Amphoe Sawang Arom ist in fünf Kommunen (Tambon) eingeteilt, welche sich weiter in 64 Dörfer (Muban) unterteilen.
| Nr. | Name              | Thai       | Muban | Einw.  |
| --- | ----------------- | ---------- | ----- | ------ |
| 1.  | Sawang Arom       | สว่างอารมณ์  | 10    | 04.891 |
| 2.  | Nong Luang        | หนองหลวง   | 10    | 04.146 |
| 3.  | Phluang Song Nang | พลวงสองนาง | 08    | 05.547 |
| 4.  | Phai Khiao        | ไผ่เขียว     | 24    | 11.917 |
| 5.  | Bo Yang           | บ่อยาง      | 12    | 05.284 |

### Lokalverwaltung
Es gibt drei Kommunen mit „Kleinstadt“-Status (Thesaban Tambon) im Bezirk:
- Sawang Arom (เทศบาลตำบลสว่างอารมณ์) besteht aus Teilen des Tambon Sawang Arom.
- Sawang Chaeng Sabai Chai (เทศบาลตำบลสว่างแจ้งสบายใจ) besteht aus den übrigen Teilen des Tambon Sawang Arom.
- Phluang Song Nang (เทศบาลตำบลพลวงสองนาง) besteht aus dem gesamten Tambon Phluang Song Nang.

Die übrigen drei Tambon werden jeweils von einer „Tambon-Verwaltungsorganisation“ (องค์การบริหารส่วนตำบล – Tambon Administrative Organization, TAO) verwaltet.